# Blondie (film 1938)
Blondie è un film del 1938 diretto da Frank R. Strayer e basato sulla striscia a fumetti Blondie e Dagoberto, ideata da Chic Young e pubblicata a partire dal 1930.

## Trama
Dagoberto Bumstead è un giovane venditore bonario ma sconsiderato, che lavora presso l'ufficio della società di costruzioni Dithers, e ha una moglie, un figlio piccolo e un cane. Spesso arriva al lavoro appena in tempo, dopo essersi scontrato goffamente a piedi con il postino. Blondie ordina segretamente nuovi mobili a credito per il loro anniversario, senza rendersi conto che Dagoberto è al verde perché aveva fatto un prestito ad un suo amico bisognoso. Il signor Dithers, il suo capo, manda Dagoberto in un albergo dove risiede un ospite, il signor Hazlip, a cui Dagoberto dovrebbe far firmare un contratto, ma il riluttante Hazlip chiede all'impiegato dell'hotel di dire al povero Dagoberto che non c'è. Mentre sono comodi su un divano nell'atrio, Dagoberto e un altro gentiluomo notano che l'aspirapolvere dell'hotel è rotto e lo portano di nascosto nella stanza dell'altro uomo dove i due fanno amicizia mentre perdono tempo, cercando di riparare l'aspirapolvere per divertimento. Blondie telefona e sente la voce figlia di Dagoberto, che non ha mai incontrato, e pensa erroneamente che sia l'amante di Dagoberto, e chiede il divorzio. Nel frattempo, i genitori di Blondie e l'ex fidanzato, ancora innamorato di lei, le fanno visita e i nuovi mobili vengono ripresi dai traslocatori davanti ai loro occhi. Dagoberto, sebbene senza patente prende l'auto dei genitori senza permesso e fa un incidente con un poliziotto, che nota l'aspirapolvere rubato su cui è scritto il nome dell'albergo. In tribunale, Blondie supplica il giudice di non incarcerare suo marito. Con sorpresa di tutti, l'amico con cui Dagoberto ha riparato l'aspirapolvere si rivela essere il signor Hazlip, firma volentieri il contratto con i Dithers e Blondie riesce a negoziare un aumento e una promozione per Dagoberto.

## Seguiti
Il film ha dato il via ad una serie di 28 film basati sul fumetto, prodotti da Columbia Pictures tra il 1938 e il 1950, anno in cui è stata rimpiazzata da una serie di film basata sulla striscia a fumetti Gasoline Alley, di cui poi uscirono solo due film Gasoline Alley e Corky of Gasoline Alley, entrambi nel 1951.
1. Blondie (1938)
2. Blondie Meets the Boss (1939)
3. Blondie Takes a Vacation (1939)
4. Blondie Brings Up Baby (1939)
5. Blondie on a Budget (1940)
6. Blondie Has Servant Trouble (1940)
7. Blondie Plays Cupid (1940)
8. Blondie Goes Latin (1941)
9. Blondie in Society (1941)
10. Blondie Goes to College (1942)
11. Blondie's Blessed Event (1942)
12. Blondie for Victory (1942)
13. It's a Great Life (1943)
14. Footlight Glamour (1943)
15. Leave It to Blondie (1945)
16. Life with Blondie (1945)
17. Blondie's Lucky Day (1946)
18. Blondie Knows Best (1946)
19. Blondie's Big Moment (1947)
20. Blondie's Holiday (1947)
21. Blondie in the Dough (1947)
22. Blondie's Anniversary (1947)
23. Blondie's Reward (1948)
24. Blondie's Secret (1948)
25. Blondie's Big Deal (1949)
26. Blondie Hits the Jackpot (1949)
27. Blondie's Hero (1950)
28. Beware of Blondie (1950)

Sono inoltre state prodotte, in seguito al successo della serie di film, un serial radiofonico con le voci del cast cinematografico, chiamato semplicemente Blondie, e due serie televisive, Blondie del 1957, con Pamela Britton nel ruolo di Blondie, e Blondie del 1968, con Patricia Harty nel ruolo della protagonista.